# عامل النمو المحول بيتا

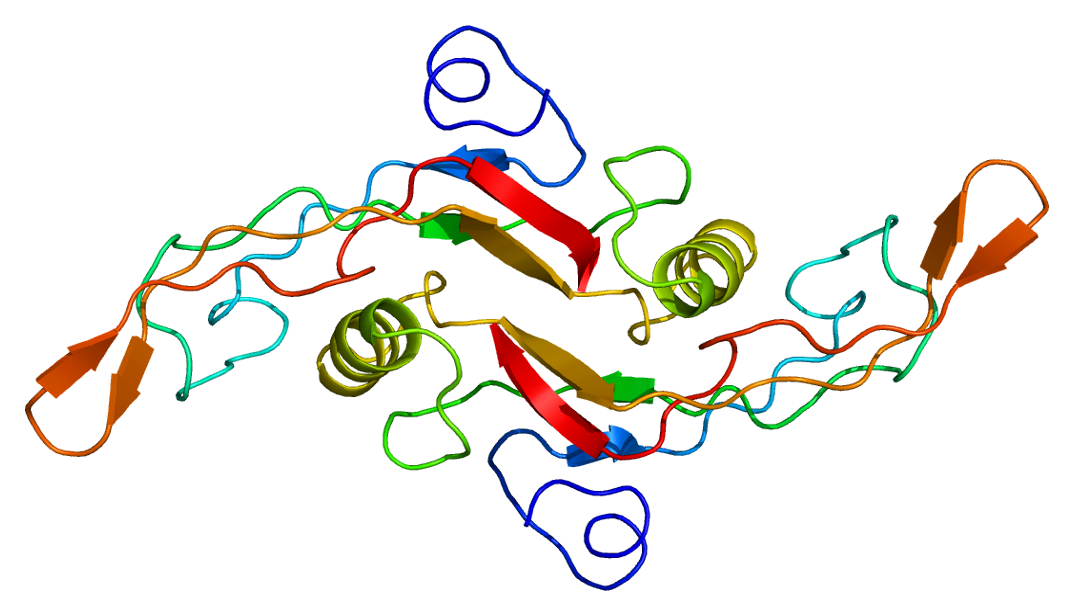

عامل النمو المحول- بيتا(بالإنجليزية: Transforming growth factor beta)‏ يختصرب(TGF-b): يحفز نمو المصفوفة بين الخلايا، والتمثيل الغذائي للعظام.

## الوظيفة
عامل النمو المتحول بيتا يفرز البروتين الذي يتحكم في انتشار، التمايز الخلوي، وغيرها من الوظائف في معظم الخلايا. وهو نوع خلوى يلعب دورا في المناعة من أمراض مثل، السرطان، الربو القصبي ، تليف الرئة ، أمراض القلب، مرض السكري ، توسع الشعيرات النزفي الوراثي ، متلازمة مارفان ، الأوعية الدموية متلازمة إهلرز-دانلوس , متلازمة لويز- ديتز ، مرض باركنسون ، مرض الكلى المزمن، التصلب المتعدد ومرض الإيدز.
ويفرز عامل TGF-β العديد من أنواع الخلايا، بما في ذلك الضامة، في شكل الكامنة التي يتم افرازها مع اثنين من البروتينات ..

## الأنواع
1. عامل النمو المحول بيتا 1 (TGF-β1)
2. عامل النمو المحول بيتا 2 (TGF-β2)
3. عامل النمو المحول بيتا 3 (TGF-β3)

## وصلات خارجية
- Description of the TGF beta producing genes at ncbi.nlm.nih.gov
- Diagram of the TGF beta signaling pathway at genome.ad.jp
- The TGF-beta system — Nature Reviews Molecular Cell Biology
- أداة بحث وحدات الهندسة المعمارية البسيطة  [لغات أخرى]‏:TGFB domain annotation — مختبر علم الأحياء الجزيئي الأوروبي Heidelberg
- TGF-beta في المكتبة الوطنية الأمريكية للطب نظام فهرسة المواضيع الطبية (MeSH).

- Biochemists Solve Structure Of TGF-Beta And Its Receptor. 2008 - shows TGF-β3 dimer in TGFB-receptor
- Measurement of Human Latent TGF-β1
- TGF beta pathway diagram